# Mailand–Sanremo 1987
Mailand–Sanremo 1987 war die 78. Austragung von Mailand–Sanremo, eines eintägigen Straßenradrennens. Es wurde am 21. März 1987 über eine Distanz von 294 km ausgetragen.
Das Rennen wurde von Erich Mächler vor Eric Vanderaerden und Guido Bontempi gewonnen. Erich Mächler war eigentlich als Helfer für seine Kapitäne, Stephen Roche und Guido Bontempi, eingeteilt und hatte die Aufgabe in Fluchtgruppen präsent zu sein. Als aus einer Fluchtgruppe heraus Allan Peiper am Poggio di San Remo angriff, fuhr Mächler mit und hängte diesen kurze Zeit später ab. Oben am höchsten Punkt hatte er ein paar Sekunden Vorsprung, welchen er bis in Ziel rettete und das Rennen gewann.

## Teilnehmende Mannschaften
| Carrera Jeans-Vagabond Panasonic-Isostar Kas Atala-Ofmega Remac-Fanini Paini-Sidi | Gis Gelati-Jollyscarpe Ariostea-Gres Toshiba-La Vie claire Z-Peugeot Lotto-Merckx Superconfex-Yoko | Hitachi-Marc Roland-Skala Selca-Thermomec-Conti-Galli Gewiss-Bianchi PDM-Ultima-Concorde Supermercati Brianzoli-Chateau d’Ax | Pepsi Cola-Alba Cucine Transvemij-Van Schilt Teka Magniflex-Centroscarpa Sigma-Fina Système U | Reynolds Seat-Orbea-Danena Fibok-Müller-Sidermec AD Renting-Fangio R.M.O.-Meral-Mavic Del Tongo-Colnago | Robland-Isoglass Fagor-MBK Lucas-Müllers Ecoflam-BFB Bruciatori-Mareco-Alfa Lum |

## Ergebnis
| Rang | Fahrer              | Team                   | Zeit       |
| ---- | ------------------- | ---------------------- | ---------- |
| 1    | Erich Mächler       | Carrera Jeans–Vagabond | 7h 00' 52" |
| 2    | Eric Vanderaerden   | Panasonic              | + 6"       |
| 3    | Guido Bontempi      | Carrera Jeans-Vagabond | + 8"       |
| 4    | Sean Kelly          | Kas                    | + 8"       |
| 5    | Giuseppe Calcaterra | Atala-Ofmega           | + 8"       |
| 6    | Teun van Vliet      | Panasonic              | + 8"       |
| 7    | Paul Popp           | Paini-Bottecchia-Sidi  | + 8"       |
| 8    | Franco Chioccioli   | Gis Gelati-Jollyscarpe | + 8"       |
| 9    | Dag Erik Pedersen   | Ariostea-Gres          | + 8"       |
| 10   | Rolf Sørensen       | Remac-Fanini           | + 8"       |